# Pothuau
Le Pothuau est un croiseur cuirassé de la marine française, en service de 1897 à 1929. Il était basé à Toulon et faisait partie de l'escadre de la Méditerranée.

## Histoire
Ce croiseur blindé est lancé aux Forges et Chantiers de la Méditerranée du Havre en 1895. Il est mis en service en 1897 à Cherbourg où il effectue ses premiers essais. Son premier commandant sera le capitaine de frégate Paul-Louis Germinet.
Il porte le nom de l'amiral Louis Pierre Alexis Pothuau.
En octobre 1897, il accueille le président de la République Félix Faure lors de son voyage à Saint-Pétersbourg. Le 26 août, le président offre à bord un déjeuner en l'honneur du tsar Nicolas II et de la tsarine. Lors de l'échange des toast, l'empereur loue le nouveau lien unissant "deux nations amies et alliées", scellant ainsi l'alliance franco-russe.
Dès 1898, il rejoint l'escadre de la Méditerranée à Toulon.
Il participe, durant la Première Guerre mondiale, aux combats de Méditerranée, d'Afrique et d'Égypte. En 1917, il se rend à Singapour puis à Saïgon puis rejoint Toulon pour une refonte.
À partir du 3 novembre 1927, il est utilisé comme navire-école d'artillerie. Il est finalement démantelé le 25 septembre 1929 après avoir été vendu à la Société du Matériel Naval du Midi.

## Commandants
1903 : Alphonse Lecuve.